# توزيع (تجارة)

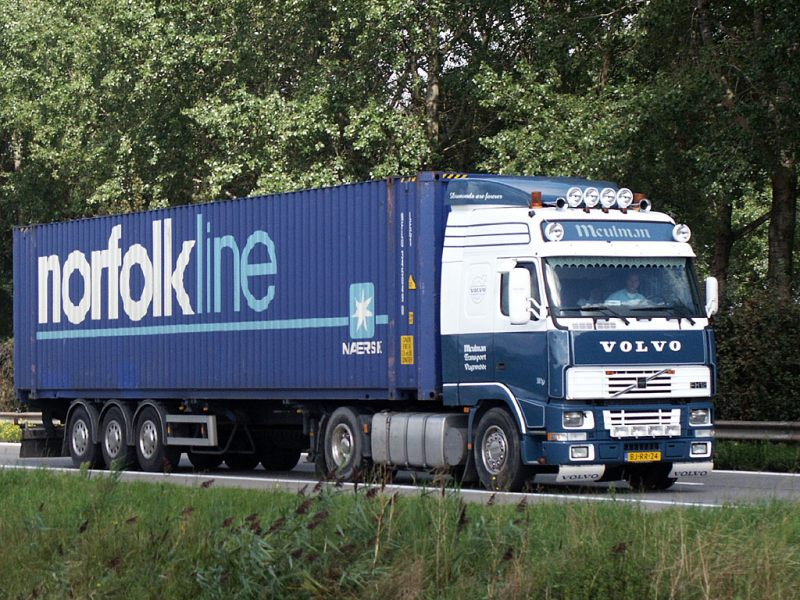

يعد توزيع المنتج (أو نشره) واحدًا من العناصر الأربعة المكونة لخليط التسويق. والتوزيع هو عبارة عن عملية تتمثل في إتاحة المنتج أو الخدمة للاستخدام أو الاستهلاك من خلال مستهلك أو مستخدم تجاري، من خلال استخدام وسائل مباشرة أو باستخدام وسائل غير مباشرة من خلال الوسطاء.
والمكونات الثلاثة الأخرى التي تكون خليط التسويق هي المنتج والتسعير والترويج.

## قنوات التوزيع
قنوات التوزيع بمفهومها الواسع عبارة عن وسيلة لتنظيم النشاط الخاص بتحريك أو نقل السلعة من المنتج للمستهلك وهي بذلك تسد الفجوة التي تفصل بينهما من خلال مجموعة وسطاء تتمثل في الوكلاء والسماسرة إضافة إلى تجار الجملة وتجارة التجزئة. وبهدف عمل الوسيط لتحقيق منافع زمانية أو إمكانية ومنفعة ملكية من خلال توزيع المنتج أو الخدمة. اذن يشمل نشاط قناة التوزيع وظائف متعددة بعضها يختص بعملية تبادل المنتج أو السلعة كالبحوث اللازمة لتسهيل عملية التبادل ونشاط الترويج بوسائله المختلفة للتعريف بالسلعة أو الخدمة، الاتصالات لايجاد مشترين للسلعة، التجانس في شكل وحجم السلعة ومدى اشباعها لرغبات ومتطلبات المستهلكين. والبعض الآخر من الوظائف يختص بالوظائف والانشطة الخدمية ويشمل عادة أنظمة التوزيع لنقل وتخزين السلعة، التمويل اللازم لنشاط قنوات التوزيع وتحمل المخاطرة التي قد تنشأ من استخدام قنوات توزيع غير ملائمة.
وتتكون قناة التوزيع أو منفذ التوزيع من مستويات للتوزيع بداية بالمنتج ونهاية للمستهلك أو المستفيد. وكل وكالة أو مستوى توزيع في القناة ينجز عملا معينا يساهم في انسياب السلعة ونقل ملكيتها لموقع الاستهلاك. بمعنى استخدام عدد من الوسطاء يمثلون مستويات التوزيع امختلفة ومن ثم يختلف طول قناة التوزيع على النحو التالى :
1. قناة توزيع تتكون من المنتج الذي يبيع السلعة مباشرة للمستهلك أو المستخدم النهائى لها.
2. قناة توزيع تتكون من المنتج ووسيط واحد يمثل في تاجر التجزئة إذا كانت السلعة استهلاكية أو وكيل البيع إذا كانت السلعة صناعية ثم أخيرا المستهلك النهائى للسلعة.
3. قناة توزيع تتكون من المنتج ووسيطين يمثلهما تاجر الجملة وتاجر التجزئة في حالة السلع الاستهلاكية ووكيل البيع والموزع في حالة السلع الصناعية الاستهلاكية ووكيل البيع والموزع في حالة السلع الصناعية فالمستهلك النهائى للسلعة.

د- قناة توزيع تتكون من المنتج وثلاثة وسطاء يمثلهم تاجر الجملة والسمسار وتاجر التجزئة فالمستهلك أو المستخدم النهائى للسلعة

## القنوات والوسطاء
يتم توزيع المنتجات من خلال القنوات. والقنوات هي عبارة عن مجموعات من المنظمات المترابطة (يطلق عليها اسم الوسطاء) وهي تشارك في إتاحة المنتج للاستهلاك. والتجار هم الوسطاء الذين يقومون بشراء المنتجات ثم إعادة بيعها. والوكلاء والوسطاء التجاريون هم وسطاء يعملون نيابة عن المنتج، إلا أنهم لا يمتلكون المنتجات.

## تصميم القناة
يمكن أن تقوم الشركة بتصميم أي عدد من القنوات. ويتم تصنيف القنوات حسب عدد الوسطاء بين المنتج والمستهلك. والقنوات من المستوى الصفري هي قنوات لا تحتوي على أي وسطاء. وهذا الأمر خاص بالتسويق المباشر. أما القنوات من المستوى الأول فهي قنوات تحتوي على وسيط واحد. ويسير هذا التدفق بشكل نموذجي، ويكون صادرًا من اتجاه شركة التصنيع ومتجهًا نحو تاجر التجزئة ثم نحو المستهلك.

## أنواع التوزيع
يعني #التوزيع المكثف أن المنتج يقوم بتوفير منتجاته في أغلبية المنافذ. وهذه الإستراتيجية شائعة للإمدادات الأساسية وأطعمة الوجبات الخفيفة والمجلات والمشروبات.
ويعني #التوزيع الانتقائي أن المنتج يعتمد على عدد قليل من الوسطاء لبيع المنتج. ويتم تنفيذ هذه الإستراتيجية بشكل عام مع المنتجات الأكثر تخصصًا التي يتم توزيعها من خلال الموزعين المتخصصين، على سبيل المثال، العلامات التجارية التي تقوم بتوفير الأدوات الحرفية أو الأجهزة الكبيرة.
1. التوزيع الحصري يعني أن المنتج يختار عددًا قليلاً للغاية من الوسطاء.[1] وغالبًا ما يتسم التوزيع الحصري بالصفقات الحصرية عندما يقوم بائع التجزئة بتوزيع منتجات المنتج، مع استثناء الباقين. وهذه الإستراتيجية تسري بشكل نموذجي على تجار التجزئة للسلع التي تدور في فلك الرفاهية، مثل جوتشي (Gucci).

## الخلط بين القنوات
في الإطار العملي، تستخدم العديد من المنظمات مزيجًا من القنوات المختلفة، وعلى وجه الخصوص، يمكن أن يقوموا بإكمال قوة المبيعات المباشرة، من خلال دعوة أكبر الحسابات، مع العملاء، مما يؤدي إلى تغطية العملاء والعملاء المحتملين الصغار. وبالإضافة إلى ذلك، فإن البيع بالتجزئة عبر الإنترنت أو التجارة الإلكترونية تؤدي إلى التخلص من الوسطاء. كما تتنامى كذلك مجالات البيع بالتجزئة عبر الهواتف الذكية أو التجارة المتنقلة.

## إدارة القنوات
يجب أن تقوم إدارة التسويق في الشركة بتصميم القنوات التي تكون ملائمة بأكبر شكل ممكن لمنتجات الشركة، ثم تقوم باختيار الأعضاء المناسبين للقنوات أو الوسطاء. ويجب أن تقوم الشركة بتدريب موظفي الوكلاء وتحفيز الوسطاء على بيع منتجات الشركة. ويجب أن تقوم الشركة بمراقبة أداء القناة مع مرور الوقت وتعديل القناة من أجل تحسين الأداء.

### تحفيز القنوات
لتحفيز الوسطاء، يمكن أن تستخدم الشركة إجراءات تحفيزية، مثل توفير هوامش أعلى للوسيط والعروض الخاصة والأقساط والبدلات مقابل الدعاية أو العروض. وفي المقابل، يمكن أن تكون الإجراءات السلبية ضرورية، مثل التهديد بتقليل الهامش أو إيقاف تسليم المنتجات.

### تعارض القنوات
يمكن أن ينشأ تعارض القنوات عندما تمنع إجراءات الوسيط الوسطاء الآخرين من تحقيق أهدافهم. ويحدث تعارض القنوات الرأسي بين المستويات في القناة الواحدة، بينما يحدث تعارض القنوات الأفقي بين الوسطاء على نفس المستوى في القناة.

## وصلات خارجية
- pierce college.edu PDF, Product Distribution
- entrepreneur.com Distribution Models